# Cteniscus tarsatorius
Cteniscus tarsatorius là một loài tò vò trong họ Ichneumonidae.